# Scenopinus gariesensis
Scenopinus gariesensis är en tvåvingeart som beskrevs av Kelsey 1976. Scenopinus gariesensis ingår i släktet Scenopinus och familjen fönsterflugor. Inga underarter finns listade i Catalogue of Life.